# Wapen van Curaçao
Het wapen van Curaçao is het heraldisch wapen van het Caraïbisch land Curaçao. Het wapen bestaat uit een gedeeld schild met bovenop een kroon.

## Beschrijving
De beschrijving in het Eilandsbesluit luidt: "Gedeeld: in zilver, varende op een zee van effen blauw, een geheel opgetuigd driemast oorlogsschip met volle zeilen in natuurlijke kleur, voerende op de middelste mast de Nederlandse vlag, op de voormast een vlag met het wapen van Amsterdam en op de achtermast de vlag der West-Indische Compagnie; in zilver, een groene oranjeboom met oranje appelen, staande op een groene grond. Hartschild: in rood een zwarte paal, beladen met drie verkorte St Andrieskruisen van zilver, paalsgewijze gerangschikt. Het schild gedekt met een gouden kroon van vijf bladeren."
In de sindsdien gevoerde wapenafbeelding zijn volgens Luis Daal de vlaggen gewisseld en komt de vlag van de West-Indische Compagnie niet voor (de Nederlandse vlag voorzien van het monogram GWC), maar wordt aan zowel de boegspriet als de bezaanmast (achtermast) de Nederlandse vlag gevoerd. De blauwe vlag aan de fokkermast (voormast) duidt mogelijk op de vlag van Amsterdam. Het afgebeelde schip is in tegenstelling tot de omschrijving geen driemaster (fregat) maar een tweemaster (korvet).

## Symboliek
Het oorlogsschip in de linkerhelft van het wapen verbeeldt de geschiedenis van Curaçao. De groene in Curacao voorkomende oranjeboom met de oranje sinaasappels refereren aan de verbondenheid met het Huis van Oranje. Het hartschild beeldt het schild van Amsterdam uit als teken voor de historische verbondenheid met de stad Amsterdam door de West-Indische Compagnie. De bladeren in de kroon zijn vijf fleurons, onderdeel van een markiezenkroon.

## Geschiedenis

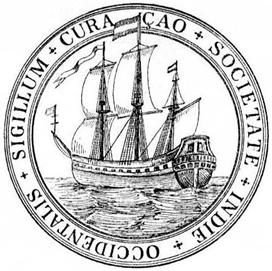
Zegel van Curaçao na 1795

Tot aan 1964 had Curaçao geen eigen wapen. Het Rijkswapen werd gebruikt of bij behoefte van een eigen wapen het oudzegel van het WIC, in licht gewijzigde vorm in 1795 overgenomen door het Comité tot de zaken van de Colonien en Bezittingen op de kust van Guinea en in America, bestaande uit een driemastschip omringd met de tekst "SIGILLUM  CURAÇAO SOCIETATE INDIE OCCIDENTALIS". Het wapen werd in 1964 voorgesteld door de Hoge Raad van Adel en in juli 1964 vastgesteld toen Curaçao een voormalige eilandgebied in de voormalige Nederlandse Antillen was, door het Besluit van de Eilandsraad van de 24ste juli 1964 no. 4 tot vaststelling van het wapen van het eilandgebied Curaçao.
Bij de introductie in 1964 werd de vlag door de Democratische Partij als kolonialistisch beschouwd en werd gepleit om naast het koloniale verleden ook de autonome toekomst tot uitdrukking te brengen. Begin 2021 stelde het Kabinet-Rhuggenaath het Comité Nationaal Embleem in om haar te adviseren over een meer verbindend nieuw ontwerp.